# أم الروبيان
أم الروبيان (أم الربيان) أو الشارخة (الاسم العلمي: Thenus orientalis)، تُعرف بعدت أسماء شائعة. تُفضل منظمة الأمم المتحدة للأغذية والزراعة اسم جراد البحر مسطح الرأس، في حين أن الاسم الأسترالي الرسمي هو جراد البحر الخليجي. في أستراليا، يُعرف على نطاق واسع باسم بق خليج موريتون نسبةً إلى خليج موريتون، وبريزبان، وكوينزلاند. في سنغافورة، يُطلق على جراد البحر مسطح الرأس جراد المياه العذبة الحقيقي اسم جراد المياه العذبة. يُستخدم في العديد من الأطباق السنغافورية. يُخلط أحيانًا بين هذا النوع وبين بق بالمان (Ibacus peronii) ولكن يمكن تمييزه من خلال العيون: عيون I. peronii تقع بالقرب من خط الوسط، في حين أن عيون T. orientalis تقع على حافة الدرع.
ينتشر هذا النوع في المحيط الهندي وغرب المحيط الهادئ ويتواجد من شرق سواحل أفريقيا (جنوب البحر الأحمر إلى نتال) والخليج العربي وصولاً إلى الصين شرقاً وجنوب اليابان والفلبين وأندونيسيا والمناطق الإستوائية في أستراليا (غرب أستراليا إلى كوينزلاند). من الأنواع الشائعة في مدى توزعه ولكنه غير وافر بدرجة كبيرة. يتواجد هذا النوع في الخليج العربي مع نوع من القشريات (Octolasmis warwicki) حيث تتعلق بأقدامها.